# Christina Hoff Sommers
Christina Marie Hoff Sommers (født 28. september 1950) er en amerikansk forfatter og filosof. Hun er forsker ved American Enterprise Institute (AEI), en konservativ tænketank. Sommers er kendt for sin kritik af moderne feminisme. Hendes arbejde omfatter bøgerne, Who Stole Feminism? (1994) og The War Against Boys (2000), og hendes forfatterskab har været med i en række forskellige medier, herunder The New York Times, Time Magazine og The Atlantic. Hun er også vært for en video blog kaldet The Factual Feminist.
Sommers' positioner og skrivning har været præget af Stanford Encyclopedia of Philosophy som retfærdigheds feminisme, en klassisk-liberal eller libertaristisk feministisk perspektiv, der tyder på, at den vigtigste politiske rolle feminismen er at sikre retten mod tvangsindgrebsinterferens ikke krænkes. Sommers har modsat sig retfærdigheds feminisme med offerfeminisme og kønsfeminisme, idet hun argumenterer for, at moderne feministisk tankegang ofte indeholder en "irrationel fjendtlighed mod mænd" og besidder en "manglende evne til alvorligt at tage stilling til, at kønnene er lige men forskellige".

### Bøger
- Sommers, Christina (1994). Who Stole Feminism?: How Women Have Betrayed Women. London: Simon & Schuster. s. 320. ISBN 978-0-684-80156-8. OCLC 60295884.

- 2000, The War Against Boys. ISBN 0-684-84956-9.
- 2006 (med Sally Satel, M.D.), One Nation Under Therapy. ISBN 978-0-312-30444-7.
- 2009 The Science on Women in Science. ISBN 978-0-8447-4281-6.
- 2013 Freedom Feminism: Its Surprising History and Why It Matters Today (Values and Capitalism). ISBN 978-0-844-77262-2.

### Artikler
- 1988, "Should the Academy Support Academic Feminism?" Public Affairs Quarterly 2 (1988): 97-120.
- 1990, "The Feminist Revelation" Social Philosophy and Policy 8, no. 1 (1990): 152-57.
- 1990, "Do These feminists Like Women?," Journal of Social Philosophy 21, 2 (Efteråret 1990): 66-74